# ГЕС Роккі-Річ
ГЕС Роккі-Річ — гідроелектростанція у штаті Вашингтон (Сполучені Штати Америки). Знаходячись між ГЕС Веллз (вище за течією) та ГЕС Рок-Айленд, входить до складу каскаду на річці Колумбія, котра починається у Канаді та має устя на узбережжі Тихого океану на межі штатів Вашингтон та Орегон.
У межах проекту річку перекрили бетонною гравітаційною греблею висотою 66 метрів та довжиною 872 метри. Вона утворила витягнуте по долині на 67 км водосховище з площею поверхні 36,8 км2 та об'ємом 508 млн м3 (корисний об'єм 43 млн м3, що забезпечується коливанням рівня в діапазоні 1,2 метра).
Інтегрований у греблю машинний зал в 1961-му обладнали сімома турбінами типу Каплан потужністю по 111,1 МВт, які працюють при напорі у 28 метрів. У 1969—1971 роках до них додали чотири пропелерні турбіни потужністю по 125,4 МВт, котрі використовують напір у 26 метрів.